# Meester van kardinaal Wolsey
De Meester van kardinaal Wolsey is de noodnaam van een anonieme 
Zuid-Nederlands miniaturist die de miniaturen verzorgde in twee lectionaria besteld door kardinaal Thomas Wolsey tussen 1528 en  1530. Hij zou gewerkt hebben in Engeland en in Antwerpen.

## Identificatie
De verluchting van de handschriften van kardinaal Wolsey werd lang toegeschreven aan Gerard  Horenbout maar recent (in 2003) suggereerde Elizabeth Morrison een anoniem kunstenaar die zij de naam Meester van kardinaal Wolsey gaf. Volgens haar werd de toeschrijving aan Gerard Horenbout meer gebaseerd op historische omstandigheden dan op vergelijking van de miniaturen in de betrokken werken met het oeuvre van Horenbout.
Er zijn ook twee werken toegeschreven aan een assistent van de Wolsey-meester: het Arenberg missaal (privécollectie) en vier miniaturen in een getijdenboek nu bewaard in Ramsen (Zwitserland), (Heribert Tenschert collectie, catalogue 20, 1987, no. 25). Deze assistent werd vroeger vereenzelvigd met de Meester van Karel V, maar hij leunt qua stijl veel dichter aan bij de Wolsey-meester. Beiden gebruikten ook een aantal houtsneden van Albrecht Dürer als model voor hun werk.

## Werkplaats
Ook over de werkplaats van de meester lopen de meningen uiteen. Het is mogelijk dat hij werkzaam was in Engeland, de handschriften werden alleszins geschreven in Engeland door Pieter Meghen, een kopiist afkomstig uit ’s-Hertogenbosch, die later scribent werd van  Hendrik VIII, maar volgens Morrison is het mogelijk dat ze daarna naar Vlaanderen werden gestuurd voor de verluchting. In totaal zijn er 38 miniaturen in de twee handschriften samen. Op basis van de maniëristische werkwijze van beide meesters en hun familiariteit met de motieven van Joos van Cleve en Joachim Patinir kan men veronderstellen dat ze hun opleiding kregen in Antwerpen of daar hun atelier hadden.

## Stijlkenmerken
Het werk van de Meester van kardinaal Wolsey, leunt dicht aan bij de stijl die in Gent en Brugge in die periode werd gebruikt. Hij schilderde atmosferische landschappen, realistische figuren en de strooiranden die in die periode populair waren in Vlaanderen, maar men kan ook maniëristische tendensen in zijn werk herkennen zoals de dramatische handbewegingen, het geagiteerde penseelwerk en de gespierde putti in de marges. Die dubbele stijl is dikwijls duidelijk te zien in de wijze waarop plooien in de kleding worden gemodelleerd, vaak in dezelfde miniatuur. In de Andreas-miniatuur (fol 1) van het epistel-lectionarium worden de plooien in het gewaad van de heilige gevormd door duidelijke stroken afgeboord met bladgoud en dan gevuld met parallelle stroken met dezelfde opbouw. De kleding van de omstaanders wordt afgebeeld met korte, nerveuze, ongelijke stroken van verschillende kleur of saturatie. Het effect wordt soms versterkt met zwarte stippen of streepjes.
Kenmerkend voor de meester zijn ook de kleine gelaatskenmerken die in het midden van het aangezicht geconcentreerd worden wat resulteert in ongebruikelijk hoge voorhoofden en kinnen. De mannen dragen dikwijls een tweepuntige baard en hebben rozenknoplippen. De vrouwen hebben vlezige ovalen gezichten en zien er nogal stupide uit. De figuren worden geplaatst in overvolle composities vol spanning, leunend met smekende gezichten of theatraal gebarend.

## Werken
- Epistel-lectionarium, 1528-1530, Oxford, Christ Church, Ms. 101
- Evangelie-Lectionarium, 1529-1530, Oxford, Magdalen College, Ms. lat. 223

## Web links
- Epistel-lectionarium online facsimile
- Evangelie-Lectionarium afbeeldingen online
- Evangelie-Lectionarium online facsimile